# Luis Caballero
Luis Caballero (17 de setembre de 1962 - 6 de maig de 2005) fou un futbolista paraguaià. Va morir assassinat durant un robatori a la seva oficina.

## Selecció del Paraguai
Va formar part de l'equip paraguaià a la Copa del Món de 1986. Fou jugador de Club Guaraní, Club Olimpia, Club Sol de América i Deportivo Mandiyú.